# 伊利亚纳
伊利亚纳，是西班牙卡斯蒂利亚-拉曼恰瓜达拉哈拉省的一个市镇。总面积70平方公里，总人口697人（2001年），人口密度10人/平方公里。